# Neufraunhofen
Neufraunhofen ist eine Gemeinde im niederbayerischen Landkreis Landshut.

## Geografie

### Geografische Lage
Das Pfarrdorf Neufraunhofen liegt im Landkreis Landshut, im Dreieck der Städte Landshut (im Norden), Vilsbiburg (im Nord-Osten) und Erding (im Süd-Westen) gelegen, im sogenannten Niederbayerischen Hügelland (dem Erdinger Holzland).

### Gemeindegliederung
Es gibt 42 Gemeindeteile:
- Aign
- Angersöd
- Asbach
- Bichl
- Bindelhub
- Breitenaich
- Breitenwies
- Brunn
- Dombach
- Eck
- Engelsberg
- Georgenzell
- Haberthal
- Hanszell
- Hinterskirchen
- Hohenwart
- Hub
- Hungerham
- Kaltenberg
- Kasthal
- Kleeberg
- Kletzenöd
- Kobl
- Kronberg
- Krüglau
- Lehen
- Maierthal
- Neufraunhofen
- Niederbayerbach
- Oberegglhof
- Ofen
- Osenwinkl
- Pisl
- Rettenbach
- Ried
- Scheidham
- Schirkhof
- Schrankbaum
- Straß
- Streitberg
- Thal
- Vielberg

### Nachbargemeinden
- Velden (Vils)
- Geisenhausen
- Baierbach
- Taufkirchen (Vils)

## Geschichte

### Bis zur Gemeindegründung

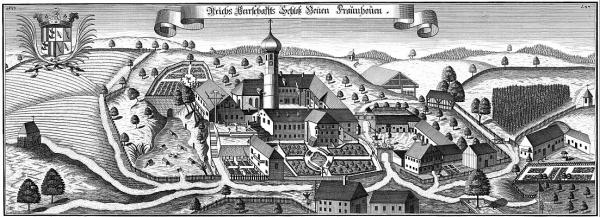
Schloss Neufraunhofen um 1700 nach Michael Wening

Laut einer von Graf Georg von Soden-Fraunhofen verfassten Chronik befand sich an der Stelle, wo sich heute das Dorf Neufraunhofen ausbreitet, ursprünglich ein Edelsitz mit Namen Öd, der erstmals 1180 urkundlich erwähnt wird. Das ist das Jahr, in dem Otto von Wittelsbach nach der Absetzung Heinrichs des Löwen durch Kaiser Barbarossa zum Herzog von Bayern ernannt wurde. Die Herren von Öd übten am Hof der Wittelsbacher das Schenkenamt aus, wodurch ihr Stammsitz Öd, was so viel wie Vatergut, in der Einöde liegender Erbhof bedeutet, den Namen „Schenkenöd“ erhielt. 
Um 1390 übernahm Wilhelm von Fraunhofen den Sitz, baute die Burg neu aus und ließ sie in Neuen Fraunhofen umbenennen, während sein Vetter in Fraunhofen blieb, das nunmehr Alten Fraunhofen genannt wurde. Alt- und Neufraunhofen waren Reichslehen, die nur dem Kaiser unterstanden. Dazu gehörten noch Teile der Gemeinden Baierbach, Wambach, Sulding, Obergangkofen, Gundihausen, Münchsdorf und Windten. 
Die Schlossgebäude mit Kirche in Neufraunhofen erhielten zwischen 1709 und 1720 durch teilweisen Um- und Ausbau ihr heutiges Aussehen. Die Schlosskirche ist ein Bauwerk von höfischer Eleganz. Die zum Teil im spätgotischen Stil und im Jugendstil in Hinterskirchen erbaute Kirche und die gotische Kirche in Georgenzell sind ebenfalls besonders sehenswert.

### Ab dem 19. Jahrhundert

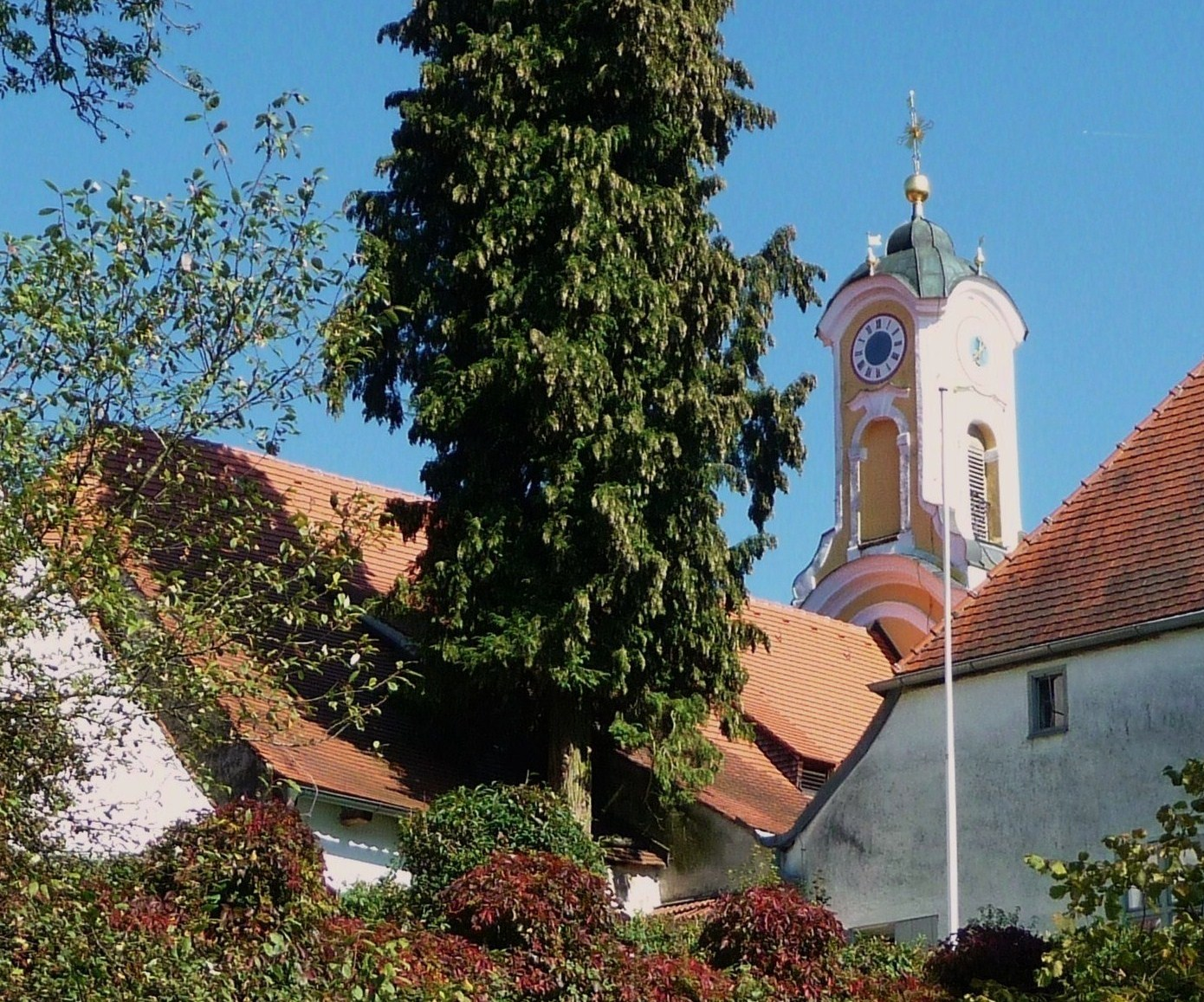
Die Schlosskirche St. Johannes der Täufer

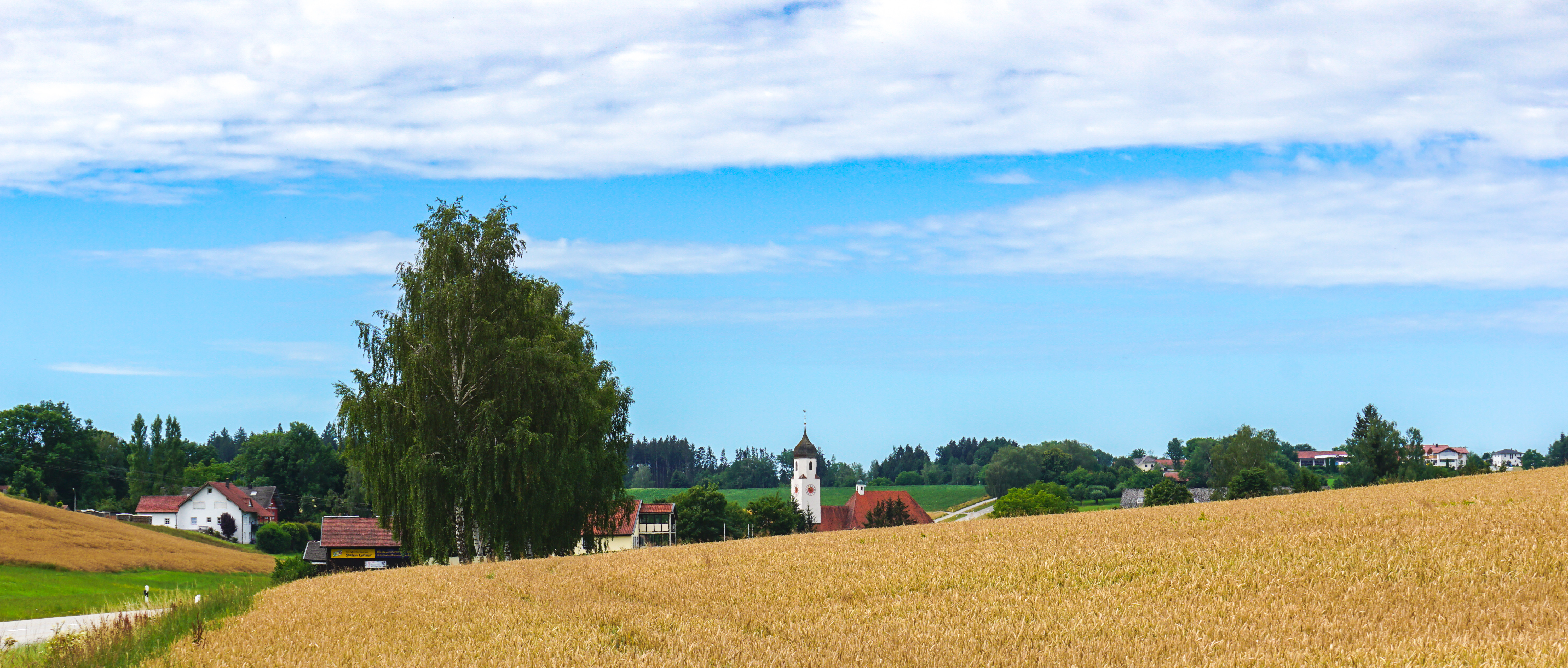
Blick auf Ortsteil Hinterskirchen

Ende 1805 wurden die beiden Ortschaften Alt- und Neufraunhofen durch die Rheinbundakte in den bayerischen Staat eingegliedert. Die Gemeinde Neufraunhofen entstand mit dem bayerischen Gemeindeedikt von 1818. Die niedere Gerichtsbarkeit verblieb noch bis 1848 beim Freiherrlich v. Fraunhofen'schen Patrimonialgericht.
Die Gemeinde gehört seit dem 1. Mai 1978 der Verwaltungsgemeinschaft Velden (Vils) an. Sie ist überwiegend landwirtschaftlich geprägt. Dazu gibt es verschiedene Gewerbe-, Handwerks- und Handelsbetriebe. Nachdem die Schulreform den Abzug der Klassen nach Velden gebracht hatte, konnte durch den Neubau eines Kindergartens in Neufraunhofen wieder „Leben“ in die Gemeinde gebracht werden. Spielplätze in Neufraunhofen und Hinterskirchen sind beliebte Freizeiteinrichtungen.
In der Gemeinde gibt es ein pulsierendes Vereinsleben  auf sportlichem, kulturellem und gesellschaftlichem Sektor. Zu erwähnen sind unter anderem der Sportverein, die drei Freiwillige Feuerwehren, ein Schützenverein, die Krieger- und Soldatenkameradschaften, zwei Frauenvereine sowie der Verein für Gartenbau- und Landespflege. Der Trachtenverein Hinterskirchen zählt zu den größten und bekanntesten Trachtengruppen in Bayern. Seit 1683 gibt es in Neufraunhofen den sogenannten Theobaldimarkt, der im Jahr 1991 durch Gründung des Theobaldimarkt- und Fördervereins zu neuem Leben erweckt wurde.
Weitum bekannt ist das  Hinterskirchener Volksfest.

### Eingemeindungen
Die Gemeinde Neufraunhofen in ihrer heutigen Form wurde am 1. Mai 1978 aus Teilen der früheren Gemeinden Neufraunhofen und Vilslern neu gebildet. Weitere Teile dieser Gemeinden kamen zu Velden.

### Einwohner
Gemäß Bayerischem Landesamt für Statistik  haben sich die Einwohnerzahlen jeweils zum 31. Dezember eines Jahres wie folgt entwickelt:
| Stand | Einwohner |
| ----- | --------- |
| 1960  | 0928      |
| 1970  | 0933      |
| 1980  | 0892      |
| 1990  | 0990      |
| 1995  | 1017      |
| 2000  | 1054      |
| 2005  | 1110      |
| 2006  | 1086      |
| 2007  | 1090      |

| Stand | Einwohner |
| ----- | --------- |
| 2008  | 1102      |
| 2009  | 1069      |
| 2010  | 1073      |
| 2011  | 1073      |
| 2012  | 1066      |
| 2013  | 1072      |
| 2014  | 1067      |
| 2015  | 1072      |
| 2016  | 1075      |

| Stand | Einwohner |
| ----- | --------- |
| 2017  | 1089      |
| 2018  | 1092      |
| 2019  | 1103      |
| 2020  | 1108      |
| 2021  | 1135      |
| 2022  | 1124      |
| 2023  | 1109      |

Seit 1972, dem Jahr der Gemeindereform, hat sich die Einwohnerzahl bis 2015 um 148 Personen erhöht. Das entspricht einem Wachstum von 16,02 Prozent. In den letzten zehn (fünf) Jahren schrumpfte die Einwohnerzahl um 1,29 (0,09) Prozent.
| Alter         | Einwohner nach Alter |
| ------------- | -------------------- |
| jünger als 18 | 22,5 %               |
| 18 bis 29     | 12,3 %               |
| 30 bis 49     | 31,6 %               |
| 50 bis 64     | 18,0 %               |
| älter als 65  | 15,7 %               |

## Religionen
Bis 1945 war die Gemeinde fast ausschließlich vom römisch-katholischen Glauben geprägt. Nach dem Zweiten Weltkrieg kamen Protestanten aus Winzig (Schlesien) nach Neufraunhofen. Der katholische Pfarrer von Velden (Vils), Johann Ev. Maier, stellte ihnen die Filialkirche St. Lambertus in Kleinvelden für ihre Gottesdienste zur Verfügung.
Heute sind 85 % der Einwohner katholisch und 5 % evangelisch. Die katholische Kuratie Neufraunhofen mit der Schlosskirche St. Johann Baptist und der Filialkirche St. Georg in Georgenzell gehört zum Pfarrverband Velden im Dekanat Geisenhausen des Erzbistums München und Freising. Die Lutheraner gehören zur Kirchengemeinde Vilsbiburg im Dekanat Landshut des Kirchenkreises Regensburg der Evangelisch-Lutherischen Kirche in Bayern; die nächste Kirche dieser Gemeinde ist die Andreaskirche in Velden.

## Politik
Acht Monate nach Kriegsende fanden am 27. Januar 1946 die ersten Kommunalwahlen (Gemeinderatswahlen) in den kreisangehörigen Gemeinden Bayerns statt. In den Monaten April und Mai 1946 folgten dann noch die ersten Wahlen der Bürgermeister, Landräte sowie Kreistage. 2006 wurde das 60-jährige Jubiläum begangen.
Die Gemeinde ist Mitglied in folgenden Zweckverbänden:
- Regionaler Planungsverband Landshut
- Schulverband Velden

Die Gemeinde ist Mitglied der Verwaltungsgemeinschaft Velden.
| Gemeinde      | Wappen | Fläche km² | Einwohner 31. Dezember 2023 | EW-Dichte EW je km² | Höhe über NHN |
| ------------- | ------ | ---------- | --------------------------- | ------------------- | ------------- |
| Neufraunhofen |        | 17,94      | 1103                        | 60                  | 495           |
| Velden        |        | 49,4       | 6605                        | 129                 | 477           |
| Wurmsham      |        | 28,14      | 1338                        | 49                  | 480           |

### Gemeinderat
Der Gemeinderat besteht aus dem ersten Bürgermeister und 12 Mitgliedern. Nach der Kommunalwahl 2020 (zum Vergleich: Kommunalwahl 2014) sind darunter zehn (zwölf) Männer und zwei (keine) Frauen. Die Sitze nach der Kommunalwahl 2020 verteilen sich wie folgt:
- CSU/Freie Wählergemeinschaft elf Sitze.[11]
- FDP ein Sitz.

Bei der letzten Gemeinderatswahl im Jahr 2020 waren 866 (847) Bürger stimmberechtigt. 644 (575) davon haben als Wähler teilgenommen, was einer Wahlbeteiligung von 74,4 (67,9) Prozent entspricht.

### Bürgermeister
Erster Bürgermeister ist seit Mai 2020 Anton Maier (CSU/Freie Wählergemeinschaft).

### Wappen
Blasonierung: Geteilt; oben gespalten, vorne durch einen silbernen Sparren geteilt von Rot und Schwarz, hinten in Silber ein schwarzer Doppelspringer; unten in Rot ein silberner Pfahl.

## Kultur und Sehenswürdigkeiten
Sehenswert ist das Gräflich Soden-Fraunhofen'sche Schloss. Östlich von Neufraunhofen befindet sich im Burgholz die Wallanlage „Burglochschanze“.

## Wirtschaft und Infrastruktur
In Folge einer entsprechenden Bewertung der Wirtschaftskraft der Gemeinde sind die Schlüsselzuweisungen von 353.988 Euro im Jahr 2019 um 24,4 Prozent auf 440.368 Euro für das Jahr 2020 angestiegen.
| Zuweisungen an         | Jahr    | Jahr    | Jahr    | Jahr    | Jahr    | Jahr    |
| Zuweisungen an         | 2015    | 2016    | 2017    | 2018    | 2019    | 2020    |
| ---------------------- | ------- | ------- | ------- | ------- | ------- | ------- |
| Gemeinde Neufraunhofen | 314.528 | 314.496 | 338.180 | 320.824 | 353.988 | 440.368 |

### Bauen und Wohnen
| Gemeindeteil   | Wohnbauflächen ausgewiesene Baugebiete | unbeplanter Innenbereich | ausgewiesene gewerbliche Bauflächen | Ackerland |
| -------------- | -------------------------------------- | ------------------------ | ----------------------------------- | --------- |
| Neufraunhofen  | 75 €                                   | 70 €                     | 35 €                                | 7 €       |
| Hinterskirchen | 65 €                                   | 60 €                     |                                     | 7 €       |

### Verkehr
Etwa 10 km nordöstlich von Neufraunhofen verläuft die Bahnstrecke Neumarkt-Sankt Veit–Landshut; der nächstgelegene Bahnhof ist Geisenhausen. Eine Busverbindung besteht wochentags mit einer Linie der Regionalbus Ostbayern GmbH zu den Bahnhöfen Vilsbiburg (etwa 15 km nordöstlich gelegen) und Landshut (Bay) Hbf (etwa 20 km nördlich), dem Knotenbahnhof der Region.
Etwa 5 km südöstlich von Neufraunhofen verläuft die Bundesstraße 388 München–Passau, etwa 7 km westlich die Bundesstraße 15 Regensburg–Rosenheim.

### Freizeit
Seit 1933 gibt es  den Sportverein Neufraunhofen (SVN), mit den Abteilungen Fußball, Tennis, Ski, Tanzsport und Turnen.

## Persönlichkeiten
- Alfred Graf von Soden-Fraunhofen (1875–1944), Erfinder und Mitbegründer der ZF Friedrichshafen AG
- Josef Graf von Soden-Fraunhofen (1883–1972), Jurist, Diplomat und Politiker